# North Boston
North Boston és un llogarret (hamlet) i una concentració de població designada pel cens dels Estats Units al municipi de Boston (comtat d'Erie), a l'oest de l'estat de Nova York. Segons el cens del 2000, tenia 2.680 habitants.
Forma part de l'Àrea estadística metropolitana de Buffalo-Niagara Falls (Buffalo–Niagara Falls Metropolitan Statistical Area).
Es troba al límit nord del municipi, a prop de la intersecció de les Rutes estatals de Nova York 277 i 391.

## Demografia
Segons el cens del 2000, North Boston tenia 2.680 habitants, 1.049 habitatges, i 766 famílies. La densitat de població era de 252,4 habitants per km².
Dels 1.049 habitatges en un 31,6% hi vivien nens de menys de 18 anys, en un 62,1% hi vivien parelles casades, en un 8,3% dones solteres, i en un 26,9% no eren unitats familiars. En el 23% dels habitatges hi vivien persones soles el 9,4% de les quals corresponia a persones de 65 anys o més que vivien soles. El nombre mitjà de persones vivint en cada habitatge era de 2,55 i el nombre mitjà de persones que vivien en cada família era de 3,02.
Per edats la població es repartia de la següent manera: un 24% tenia menys de 18 anys, un 6,3% entre 18 i 24, un 29,3% entre 25 i 44, un 26,3% de 45 a 60 i un 14,1% 65 anys o més.
L'edat mediana era de 40 anys. Per cada 100 dones de 18 o més anys hi havia 95,5 homes.
La renda mediana per habitatge era de 45.898 $ i la renda mediana per família de 57.266 $. Els homes tenien una renda mediana de 35.833 $ mentre que les dones 29.479 $. La renda per capita de la població era de 22.089 $. Entorn de l'1% de les famílies i l'1,8% de la població estaven per davall del llindar de pobresa.